# البینو، لویر سیلسیان، ویوودشیپ
البینو، لویر سیلسیان، ویوودشیپ (به لاتین: Albinów, Lower Silesian Voivodeship) یک منطقهٔ مسکونی در لهستان است که در Gmina Dzierżoniów واقع شده‌است.